# 柠檬酸铁铵
柠檬酸铁铵，化学式為(NH4)5[Fe(C6H4O7)2]。该化合物的一个显著特征是它易溶于水，而柠檬酸铁不易溶。
在其晶体结构中，柠檬酸的每个部分都失去了四个质子。去质子化的羟基和两个羧酸盐基团连接到铁中心，而第三个羧酸盐基团与铵配位。

## 用途
柠檬酸铁铵具有多种用途，包括：
- 作为食品添加剂，拥有INS编号，被用作酸度调节剂 [來源請求]。最明显用于苏格兰饮料Irn-Bru。
- 净水。
- 作为食盐抗结剂。
- 作为金、银等低活性金属盐的还原剂。
- 与铁氰化钾一起作为蓝晒法的一部分。
- 用于Kligler（英语：Israel Jacob Kligler）铁琼脂（KIA）试验，通过观察其对不同糖类的代谢，产生硫化氢来鉴定肠杆菌科细菌。[2]
- 在医学成像中用作磁共振造影剂。
- 用作补血剂（英语：Hematinic）。[3]